# Stamford (Lincolnshire)
Pour les articles homonymes, voir Stamford.
Stamford est une ville du Lincolnshire, en Angleterre. Elle est située dans le sud du comté, à environ 150 km au nord de Londres.

## Géographie
Stamford est traversée par la Welland (en), l'un des quatre fleuves qui se jettent dans le Wash. Elle se trouve sur l'autoroute A1, le principal axe nord-sud de l'Angleterre, qui relie Londres à Édimbourg. Administrativement, elle relève du district de South Kesteven. Elle est située tout au sud du comté du Lincolnshire, près de la frontière avec les comtés voisins du Rutland (au nord et à l'ouest), du Cambridgeshire (au sud) et du Northamptonshire (au sud-ouest).
Au recensement de 2011, la paroisse civile de Stamford comptait 19 701 habitants.
Stamford a été déclarée zone protégée en 1967 avec 600 habitations classées, soit plus de la moitié du total du comté du Lincolnshire.

## Histoire
Le nom Stamford, antérieurment écrit Stanford, signifie « gué de pierre » en vieil anglais. Le nom probablement se réfère à l'ancienne voie romaine Ermine Street de Londres à Lincoln, qui traversait la rivière Welland par un gué empierré ici. L'actuelle route A1 encore suit le cours de la voie romaine.
Au IXe siècle, Stamford est l'un des Cinq Bourgs, un groupe de cinq villes majeures du Danelaw, la partie de l'Angleterre conquise par les Vikings. Elle est reconquise en 918 par le roi anglo-saxon Édouard l'Ancien, qui fonde un deuxième bourg (borough) sur la rive sud de la Welland. Le roi d'Angleterre Edgar y installe un atelier monétaire en 972.
Après la conquête normande, un château est construit à Stamford. La ville est alors réputée pour sa production de laine et de céramiques.
Une léproserie y est fondée en 1493, par William Browne (en), Mayor du staple de Calais, qui a déjà fondé, en 1485, un hôpital ou bead-house (« oratoire ») destiné à l'entretien de « douze pauvres vieillards ».

## Jumelage
Stamford est jumelée avec :
- Vence (France) depuis 1978
- Kutná Hora (Tchéquie) depuis 1999